# Maurizio Milan
Maurizio Milan (Mirano, 21 luglio 1952) è un ingegnere italiano.
Collabora con architetti di fama internazionale come Gerkan, Marg and Partners, Arata Isozaki, Rem Koolhaas, Herzog & de Meuron, Michele De Lucchi, Matteo Thun, Bolles+Wilson, Mario Cucinella, Jean-Michel Wilmotte. Consulente di Renzo Piano, partecipa alla realizzazione di molti progetti del progettista genovese.

## Biografia
Dopo la laurea, ottenuta a Padova nel 1977, inizia il suo percorso professionale con esperienze progettuali di strutture prefabbricate in calcestruzzo e in acciaio. 
È stato fondatore di “Favero & Milan ingegneria S.p.A.” dalla quale è uscito nel 2013 e ha costituito la società “Milan Ingegneria S.r.l.” nell'ambito della quale ora opera. 
La sua esperienza spazia dall'ingegneria strutturale al controllo della realizzazione, dalla gestione economica a quella ambientale, dall'idea di progetto fino alla consegna dell'opera all'utente finale. Partecipa alla progettazione e realizzazione di numerosi interventi in Italia e all'estero, collaborando con importanti architetti per oltre 1000 progetti. 
È stato titolare di Cattedra nel Master di Specializzazione post laurea in ingegneria strutturale al Politecnico di Milano e dal 2007 è docente di progettazione strutturale presso l'Istituto Universitario di Architettura di Venezia. Nel corso del 2013 e 2014 è stato tutor nel "Progetto Giovani G124" dell'architetto Renzo Piano Senatore. Fa parte del gruppo di lavoro del progetto "Casa Italia", avviato dal Presidente del Consiglio Paolo Gentiloni l'8 aprile 2017, allo scopo di determinare i criteri di prevenzione e di salvaguardia del patrimonio edilizio e infrastrutturale italiano, durante i fenomeni calamitosi con particolare riferimento agli eventi sismici.

## Filosofia operativa
Il filo conduttore dell'attività di Maurizio Milan può essere sintetizzato con un motto: “Soluzioni semplici ai problemi complessi”, la sperimentazione e la ricerca hanno caratterizzato la sua attività, per cercare di dare risposte strutturali coerenti con il progetto architettonico e rigorose dal punto di vista della sicurezza e della funzionalità. Nonostante la sua prevalente vocazione di strutturista, tende fin dai primi anni a interpretare l'intimo nesso fra progettazione architettonica, soluzione strutturale e funzionalità distributiva ed economica.

## Opere
- Spazio musicale per il “Prometeo”, Venezia
- Copertura dello Stadio “San Nicola”, Bari[15]
- Aerostazione dell'aeroporto “Marco Polo” di Venezia
- Complesso fieristico di Rimini
- Chiesa di San Padre Pio a San Giovanni Rotondo, Foggia
- Aerostazione dell'aeroporto di Falconara, Ancona
- Palahockey “Olimpiadi invernali 2006”, Torino
- Base operativa “Luna Rossa”, Valencia (Spagna)
- Centro Servizi “Vulcano Buono” a Nola
- Cantina vinicola “La Rocca” a Gavorrano, Grosseto
- Biblioteca Europea Informazione e Cultura, Milano
- Ponte di accesso al “Triennale Design Museum”, Milano
- Ponte della pace, Tbilisi (Georgia)[1]
- Spazio espositivo della Fondazione “Emilio e Anna Bianca Vedova” negli ex-magazzini del sale, Venezia
- Palacongressi di Rimini
- Ministero della Giustizia, Batumi (Georgia)
- “Auditorium del parco”, L'Aquila
- Restauro conservativo della Basilica Palladiana, Vicenza[16]
- Prototipo di generatore eolico (Italia)[17]
- Restauro della Cattedrale di Bagrati, Kutaisi (Georgia)
- Diogene – Prototipo di unità abitativa minima autosufficiente (Germania)[18]
- Le Albere: riqualificazione dell'area Ex Michelin, Trento

## Galleria d'immagini

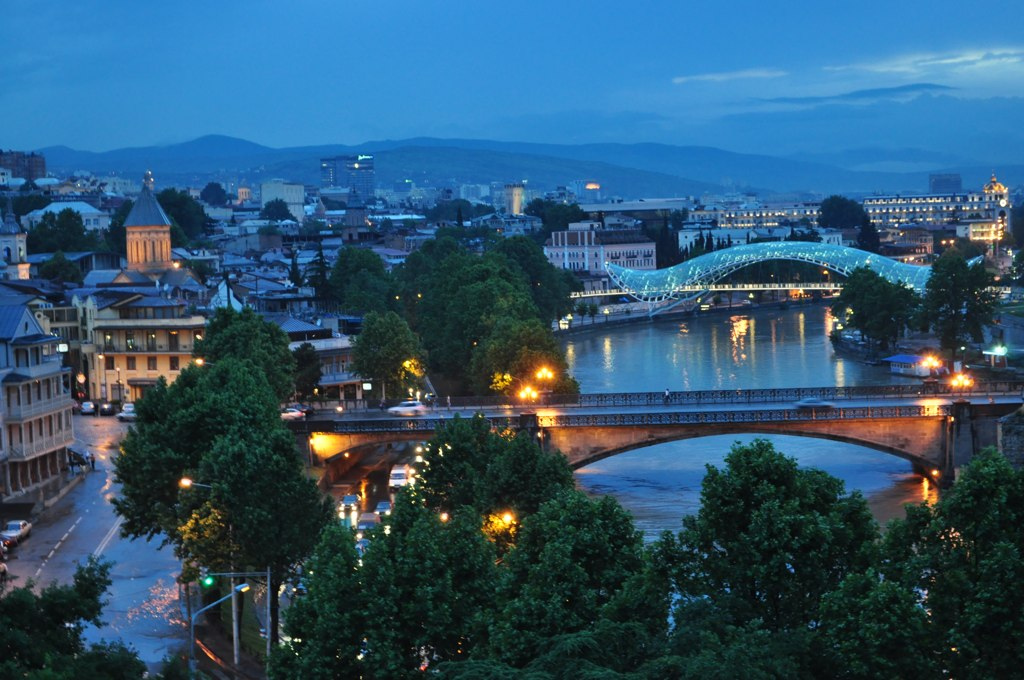
Ponte della Pace, Georgia
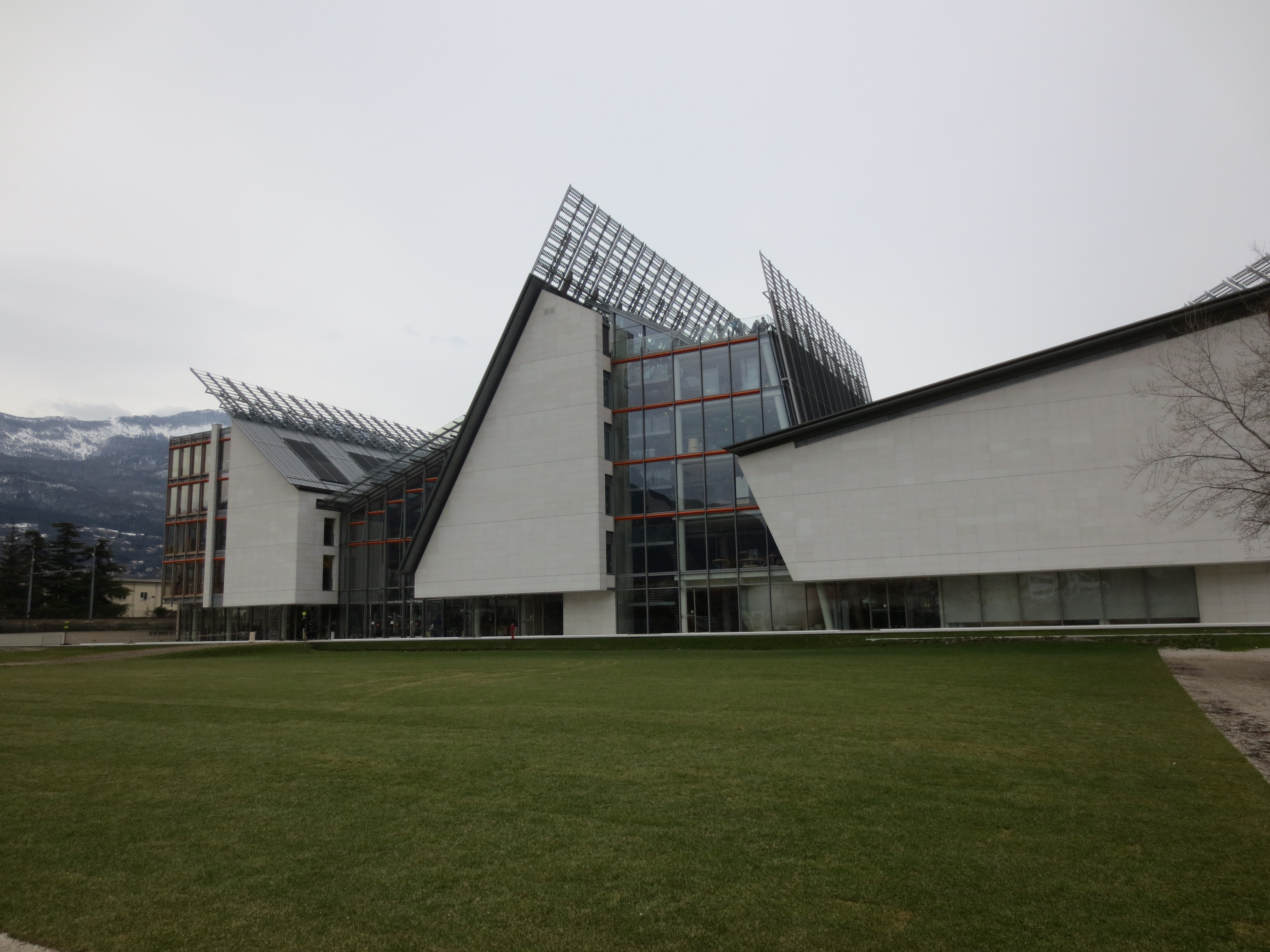
MuSe,Trento
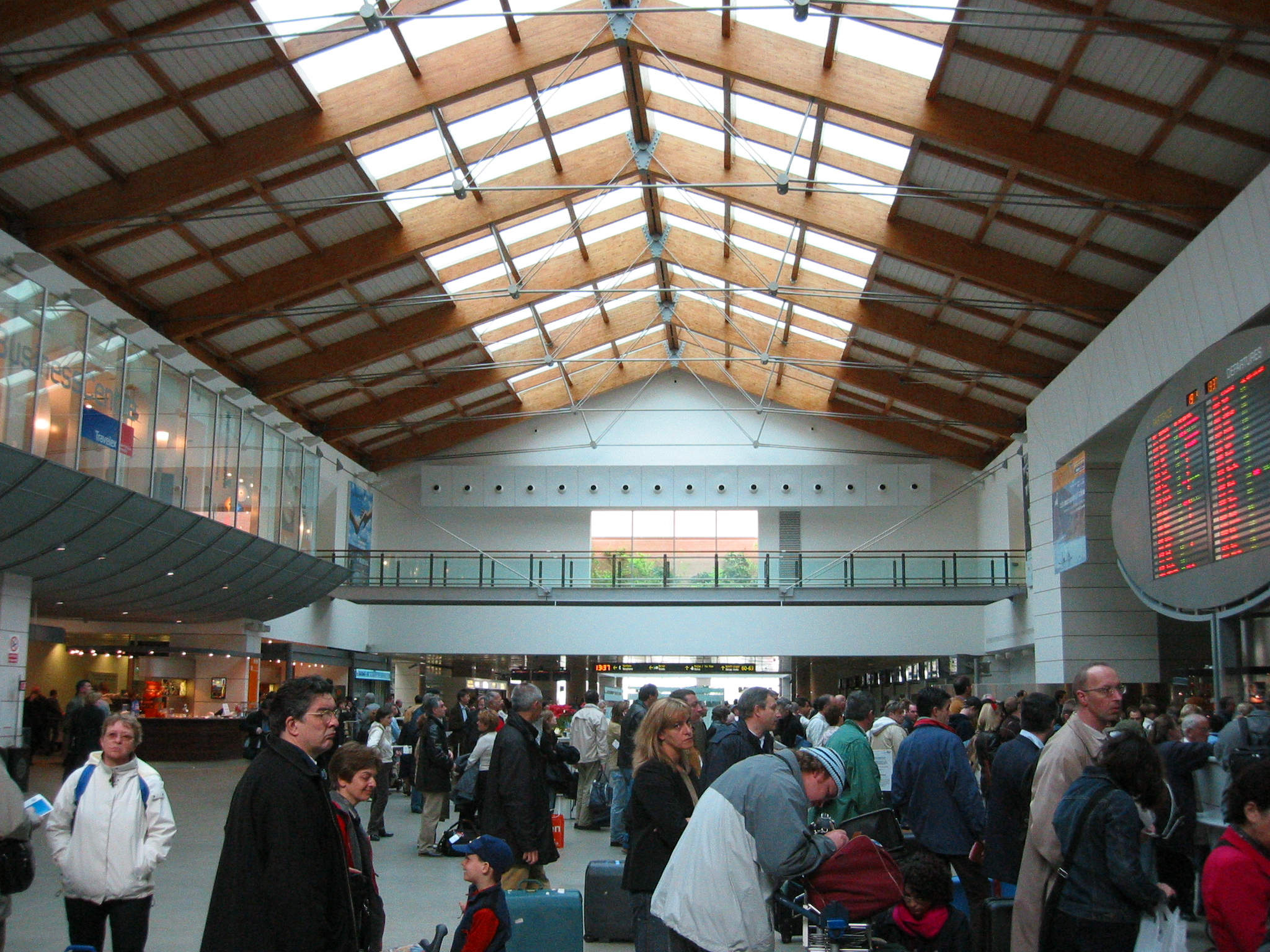
Interno dell'aeroporto di Venezia
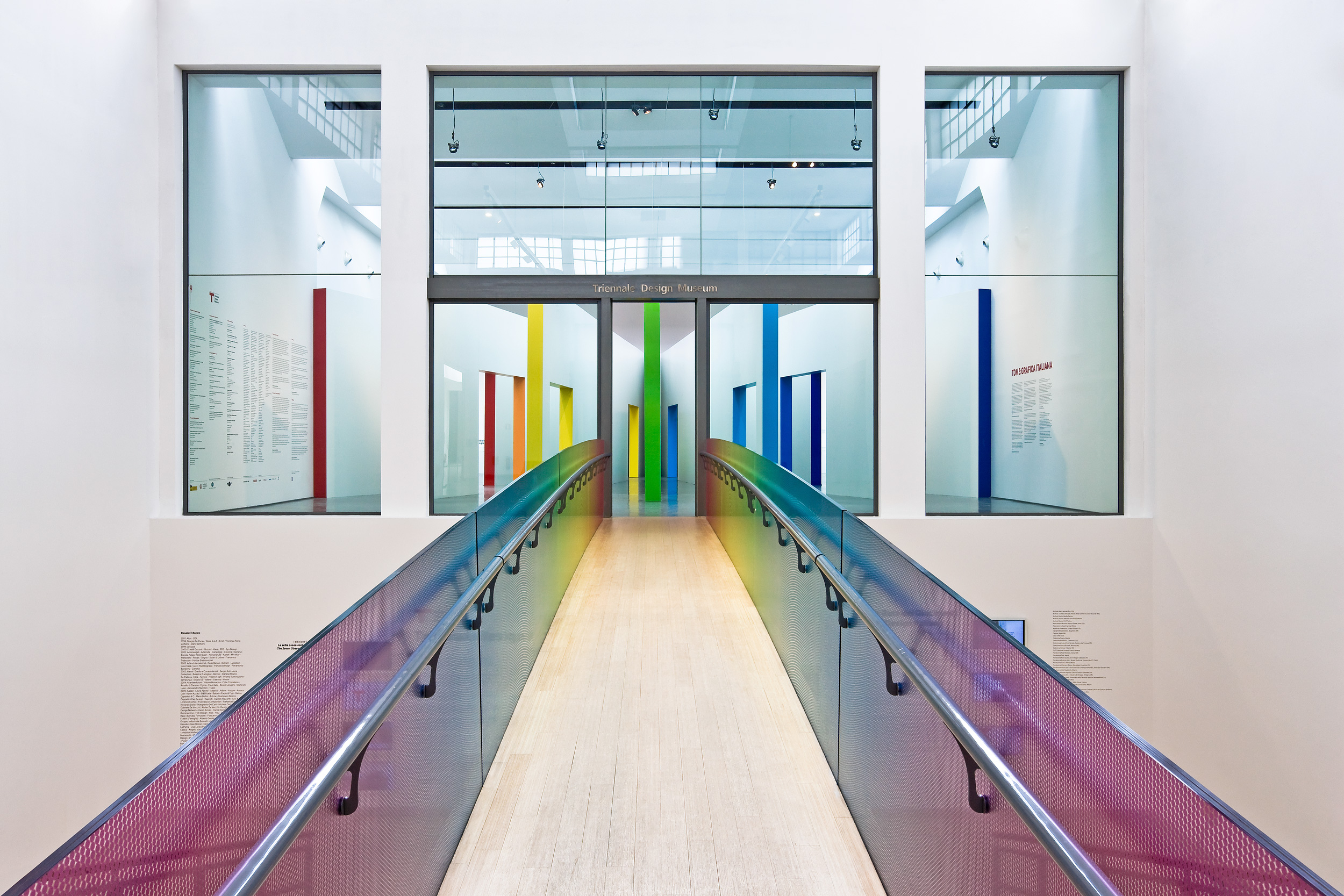
Triennale Design Museum
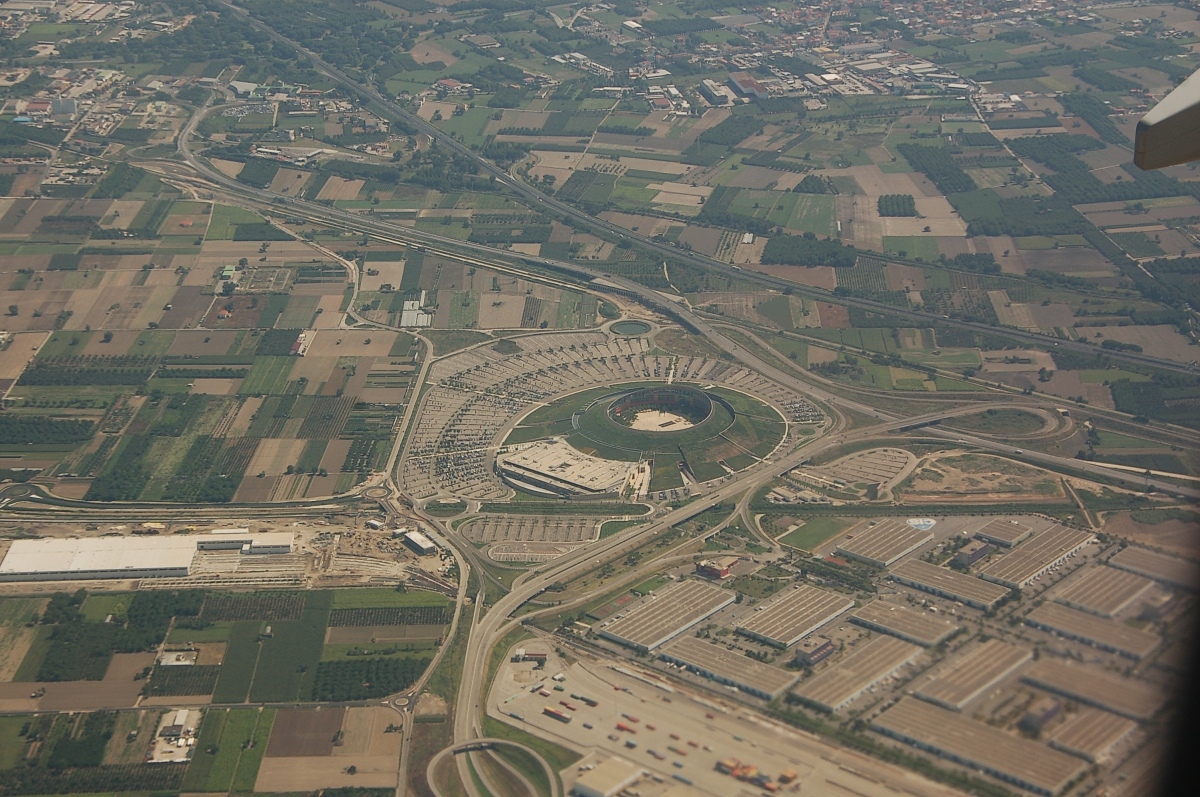
Vulcano Buono, Nola
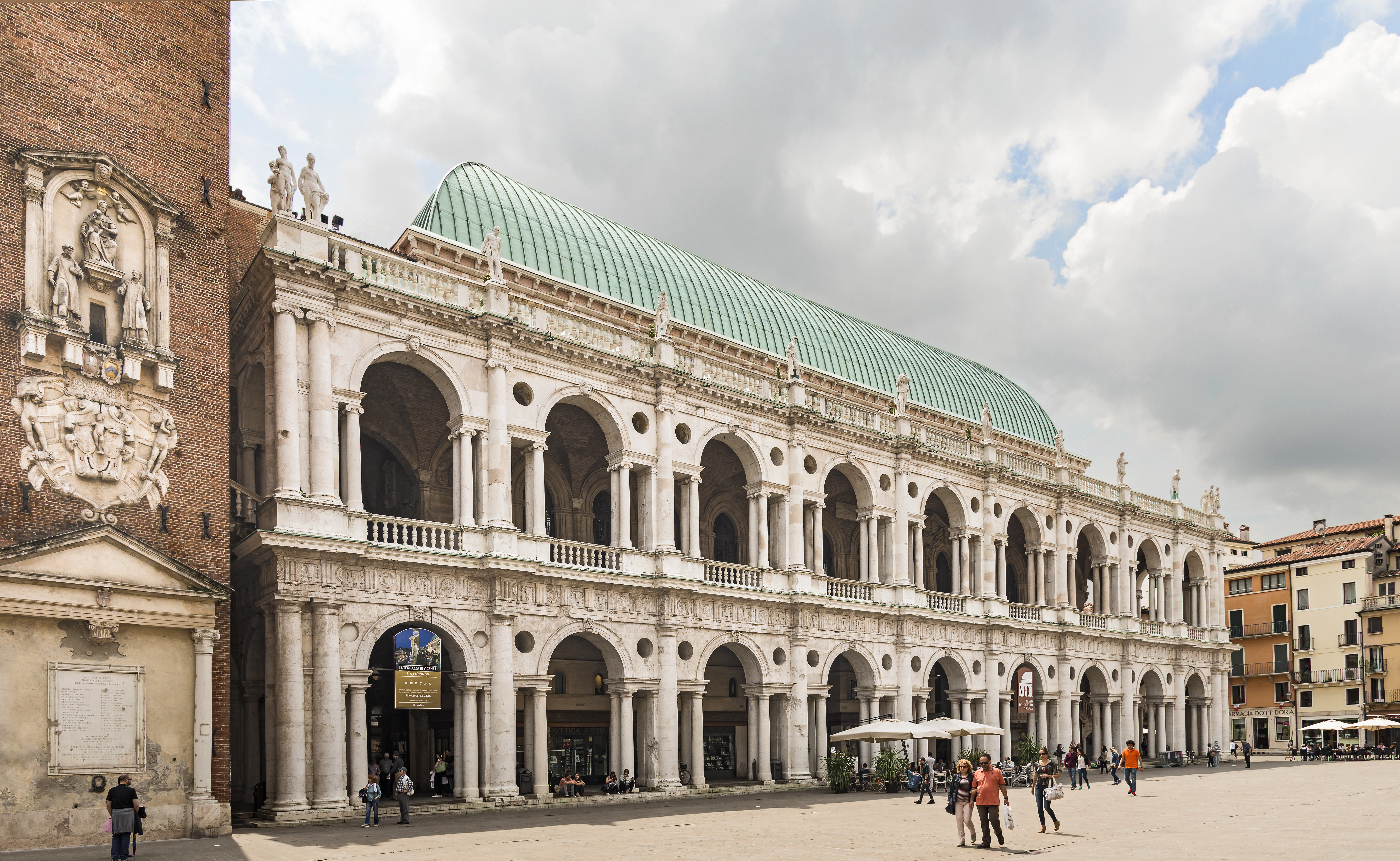
Basilica Palladiana, Vicenza
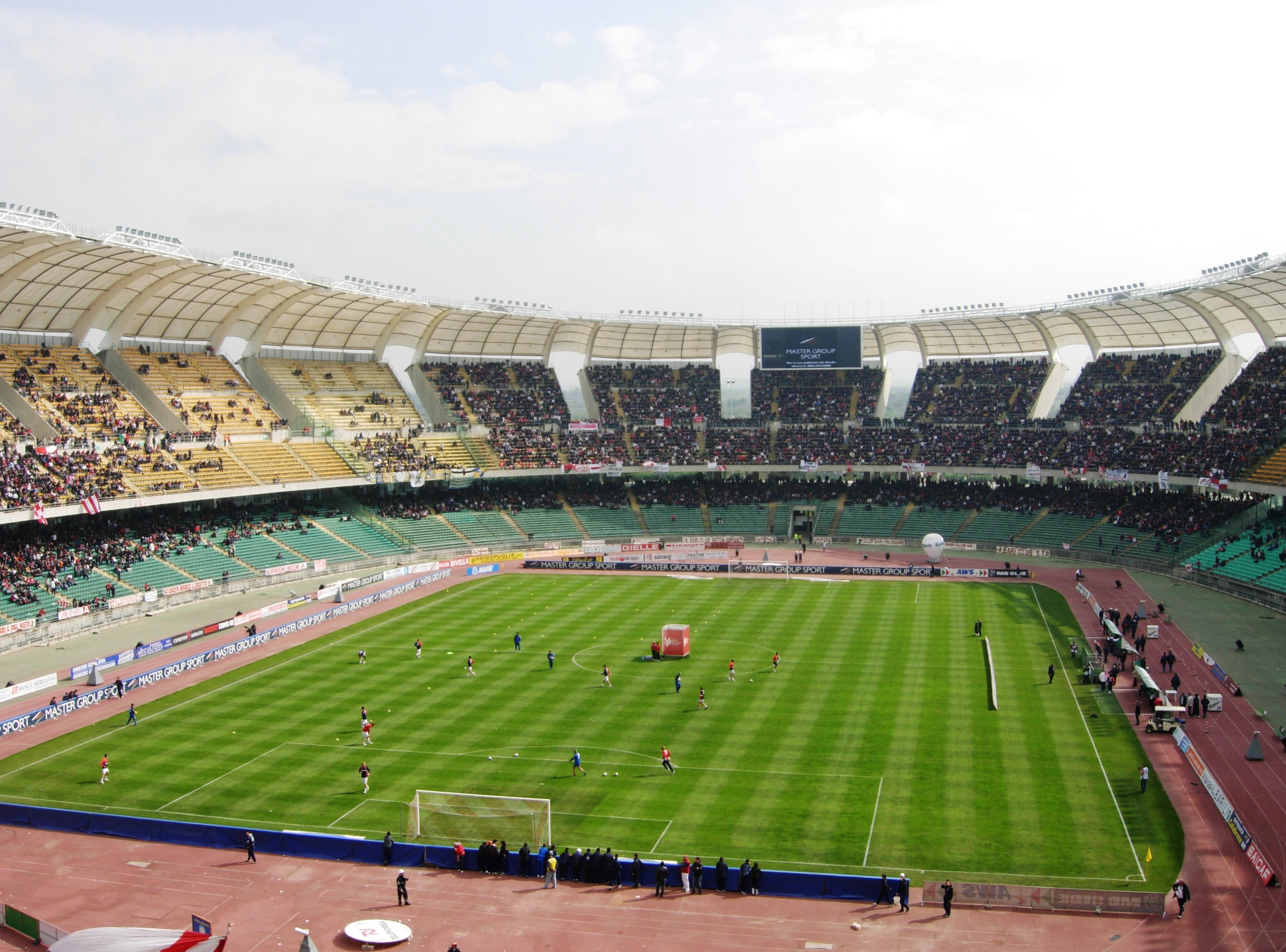
Interno dello Stadio San Nicola, Bari
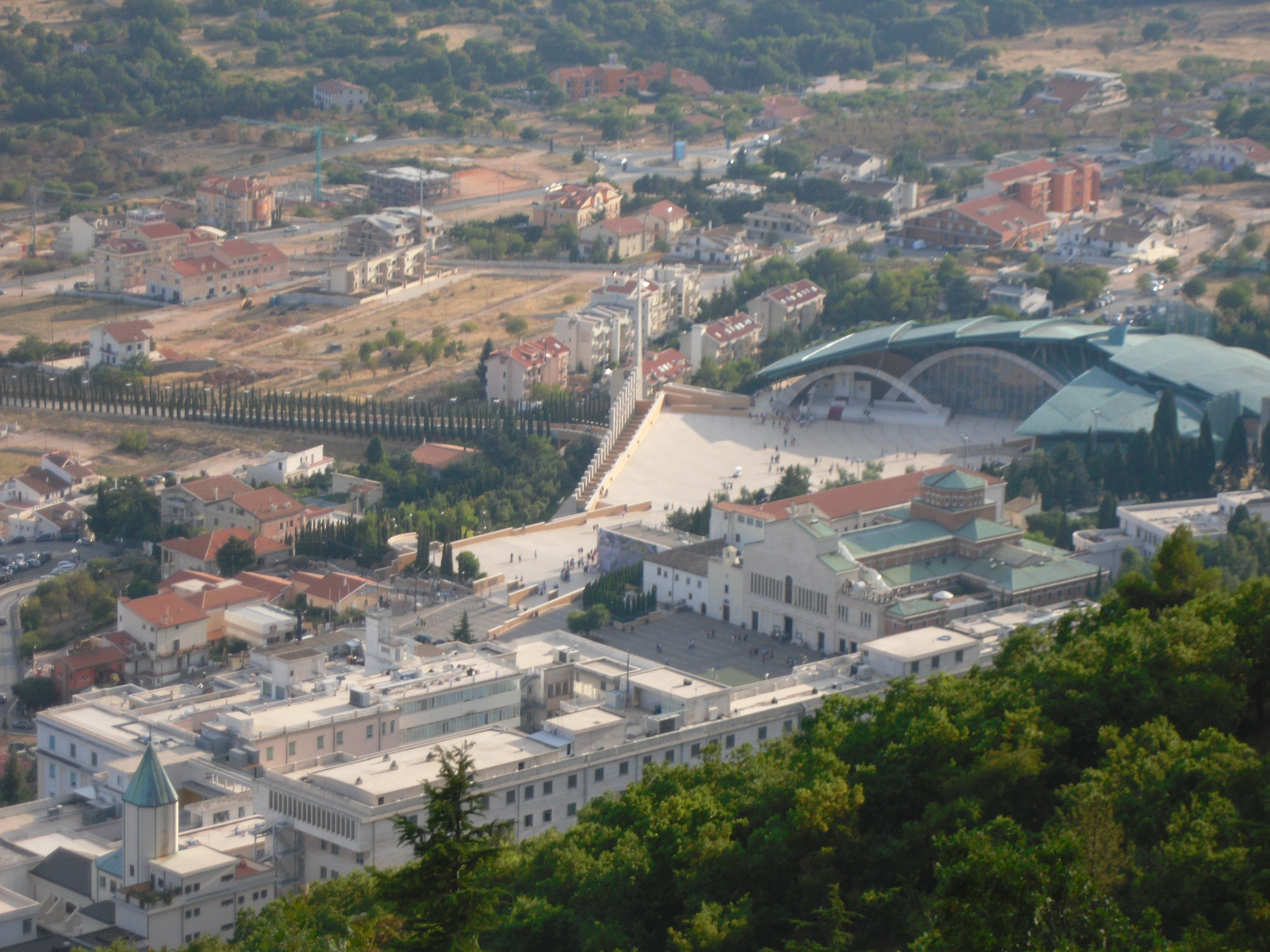
Chiesa San Pio da Pietrelcina
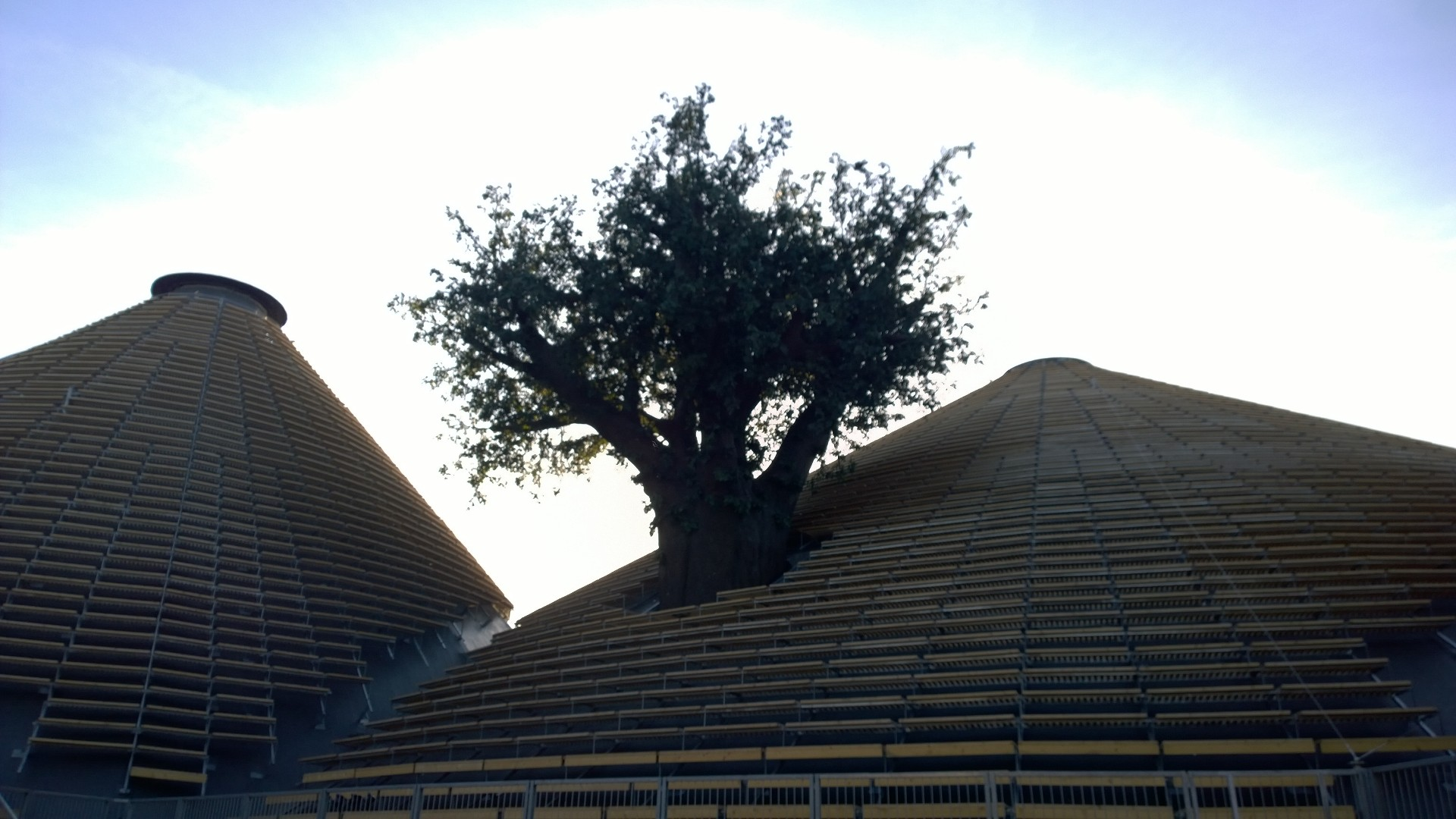
Padiglione Zero Expo 2015
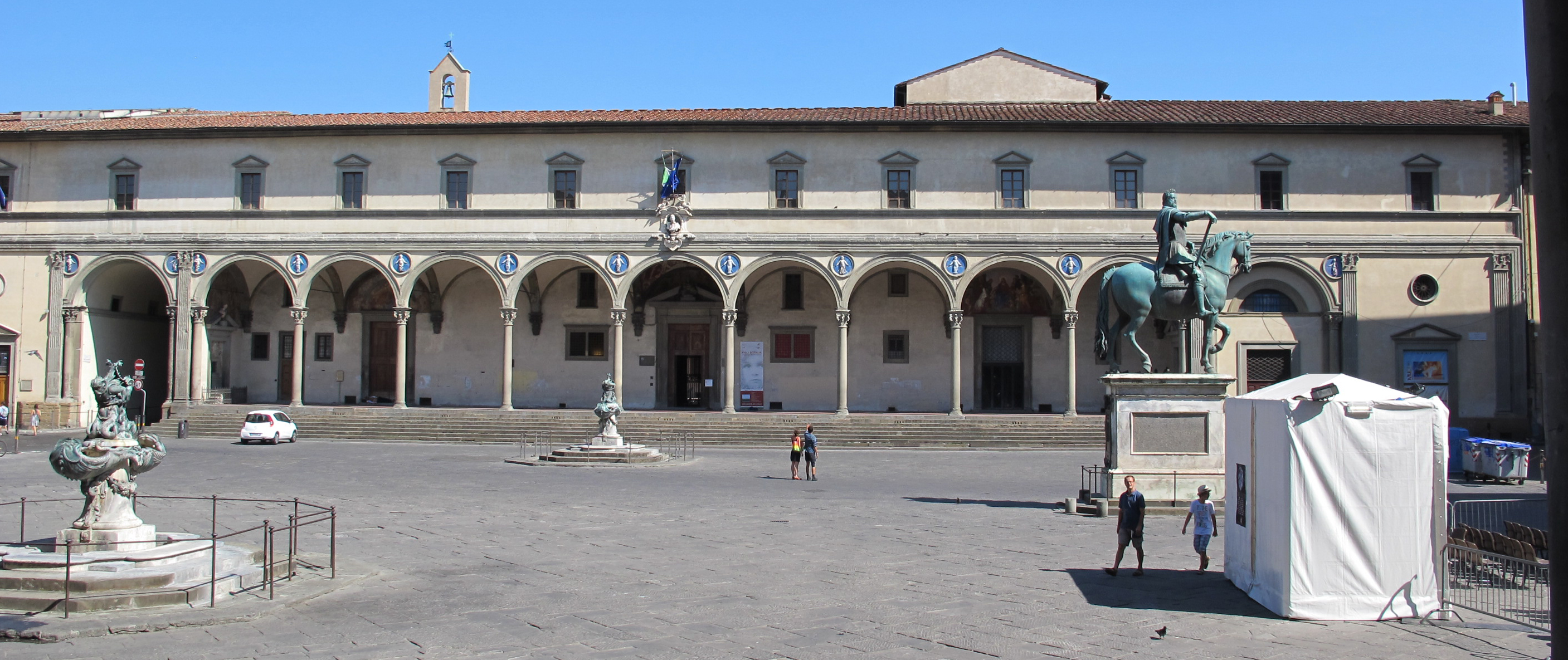
Spedale innocenti
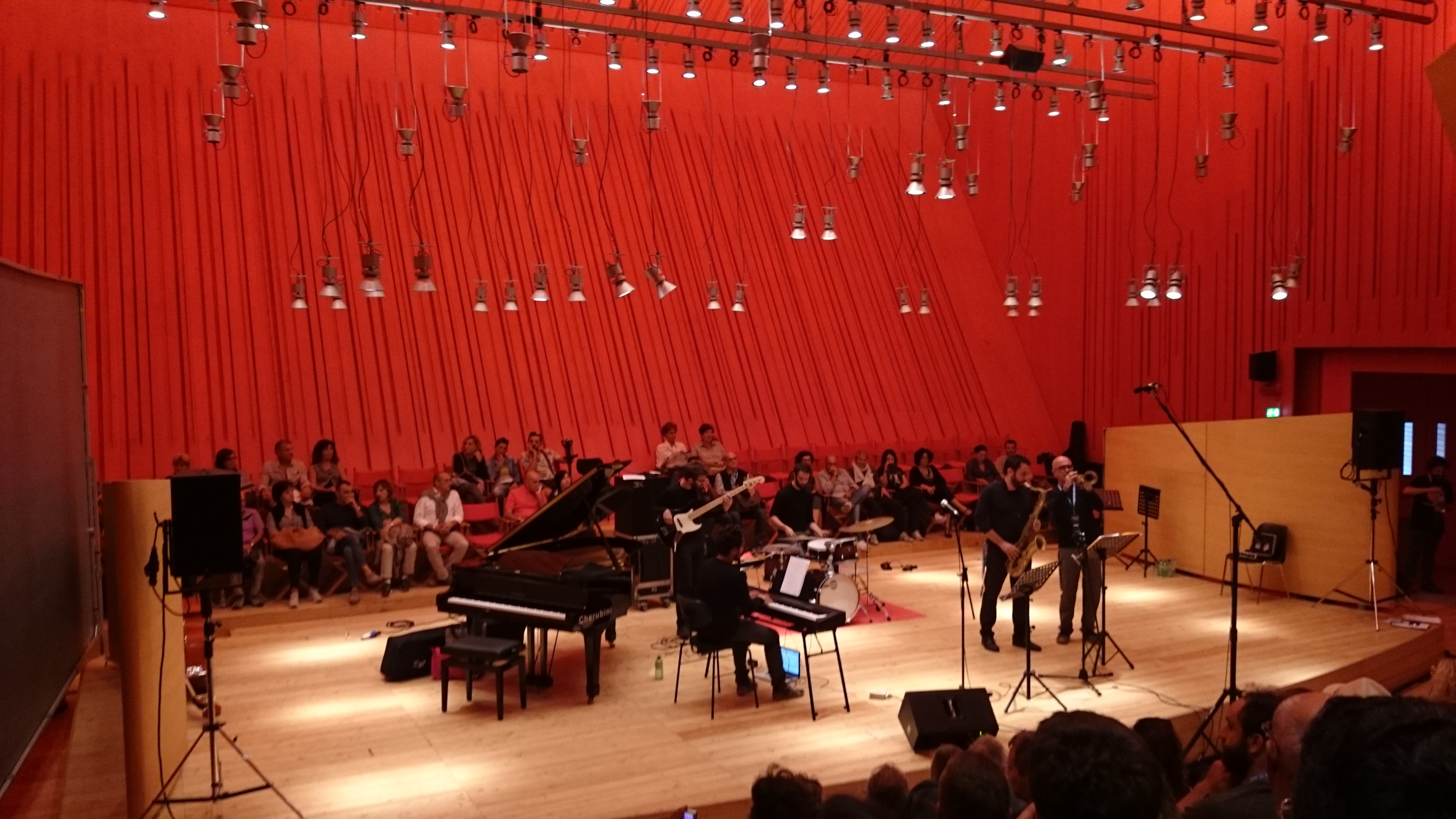
Auditorium del Parco, l'Aquila
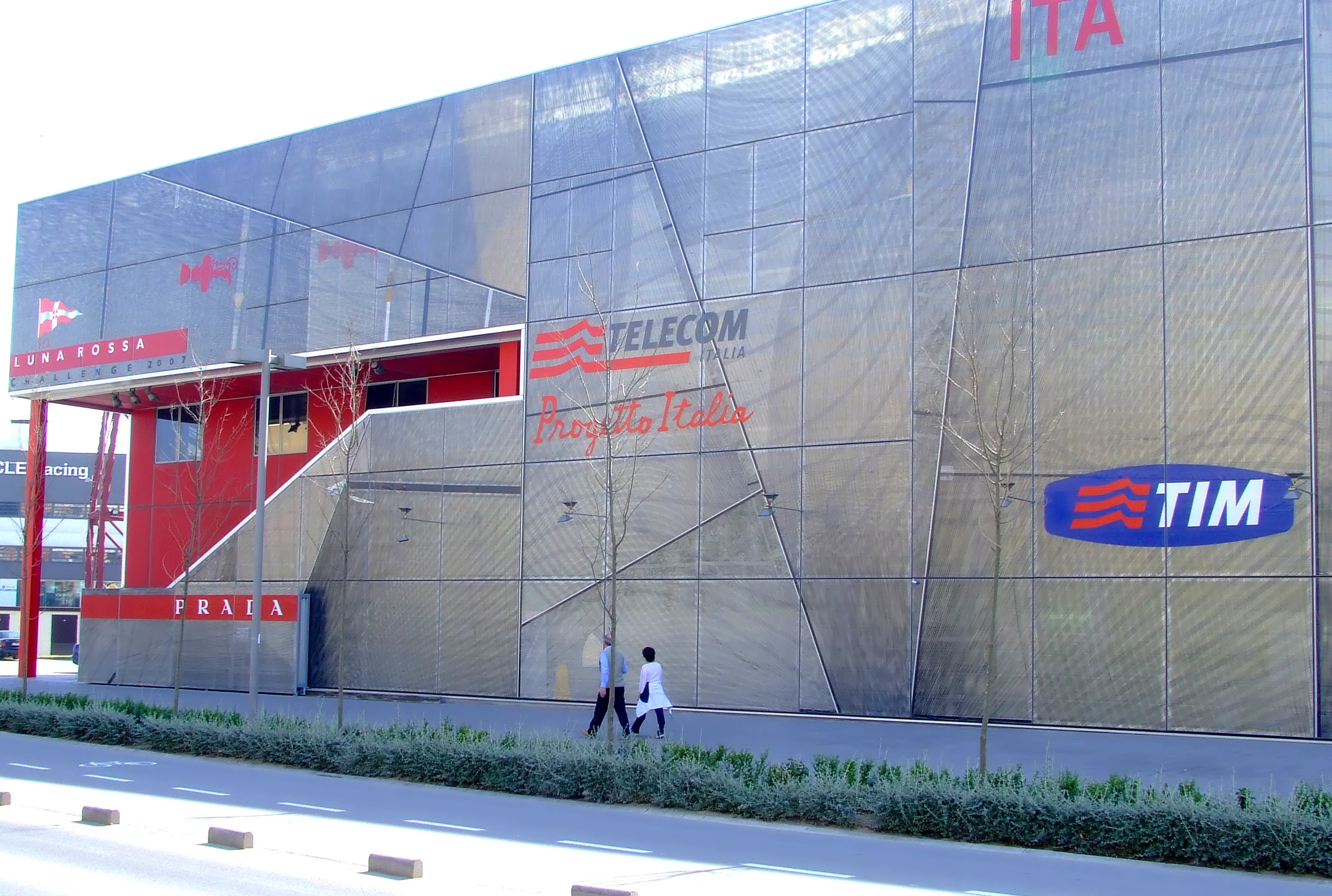
Base Luna Rossa, Valencia, Spagna
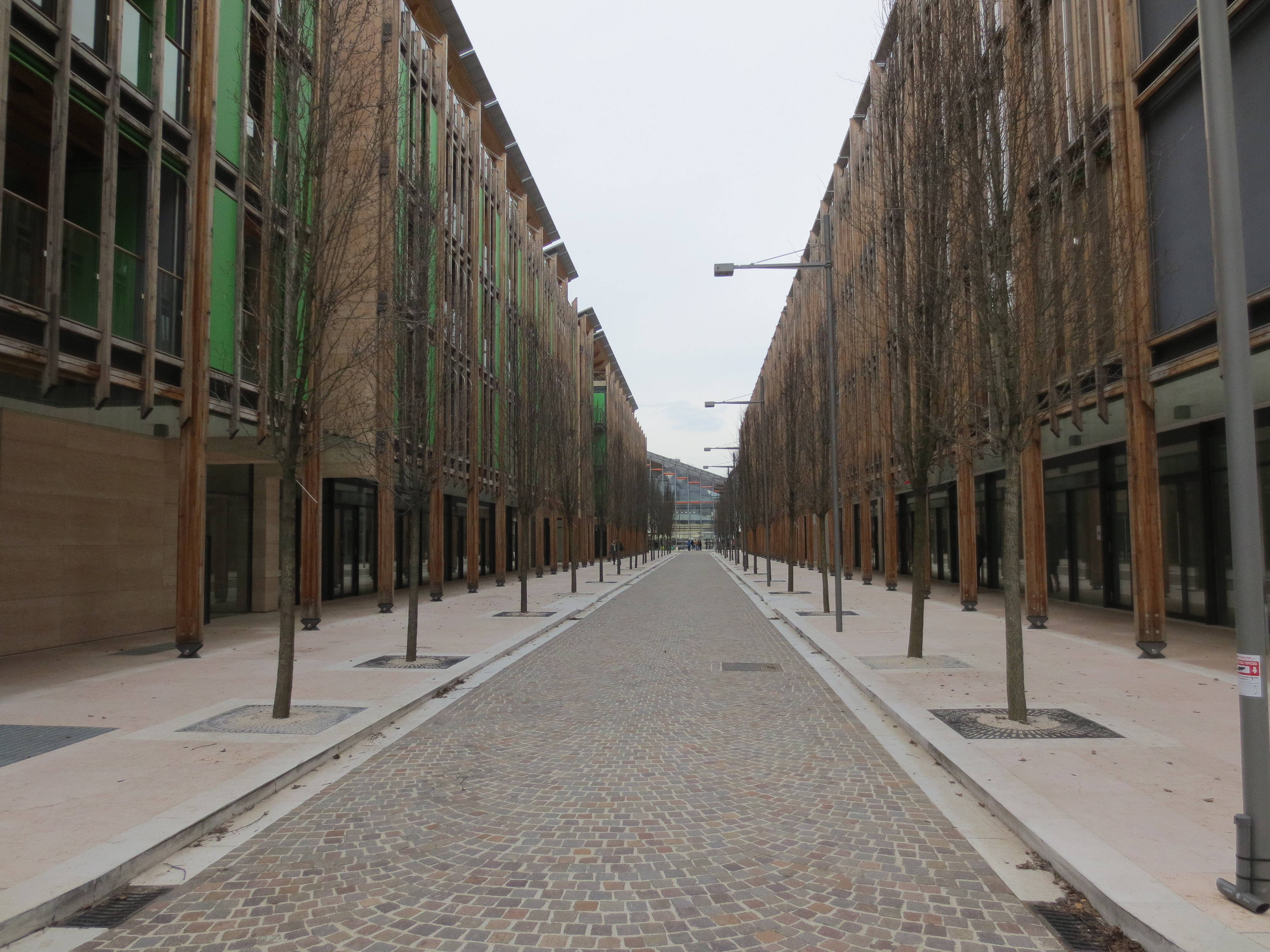
Quartiere le Albere, Trento
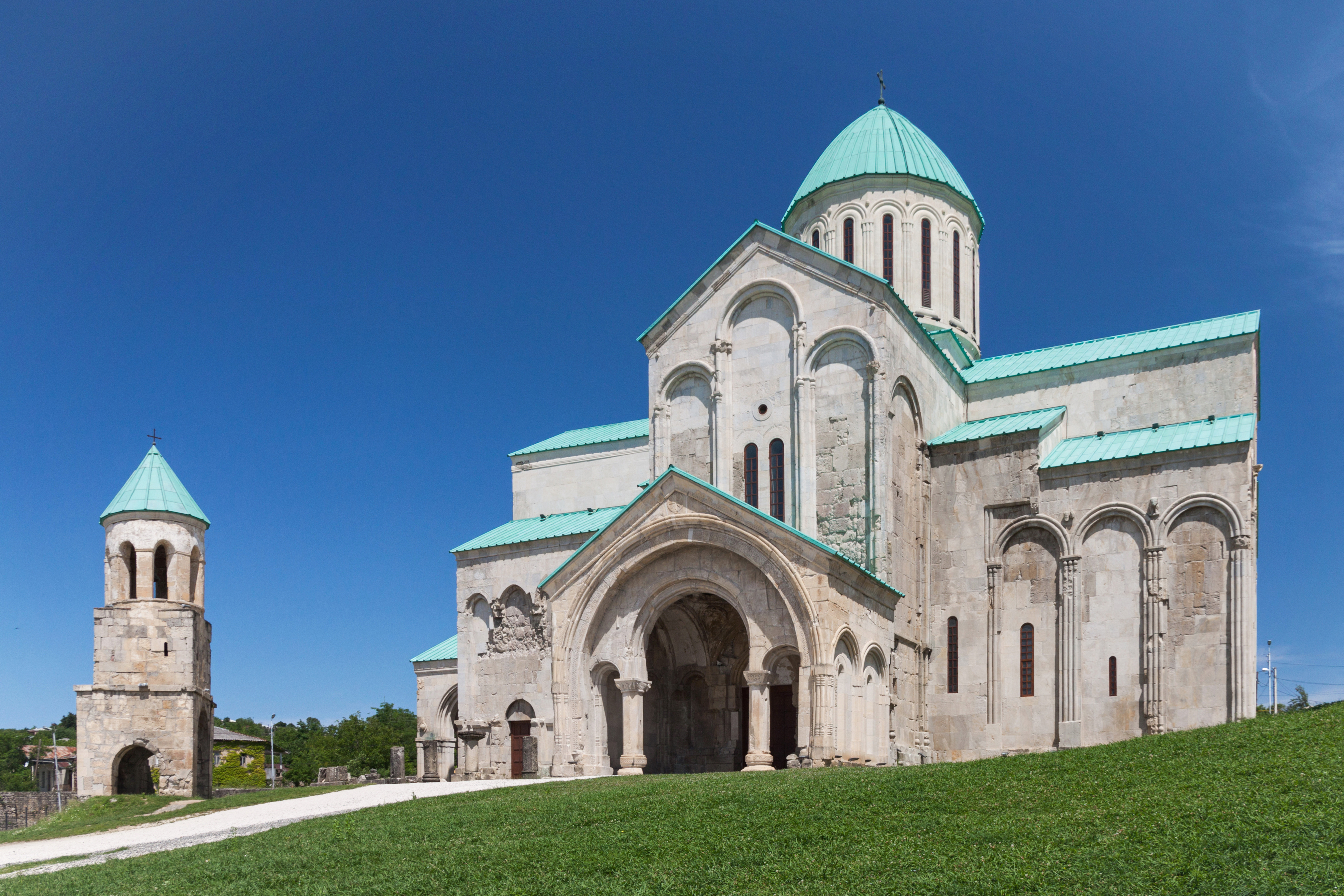
Katedra Bagrati, Kutaisi
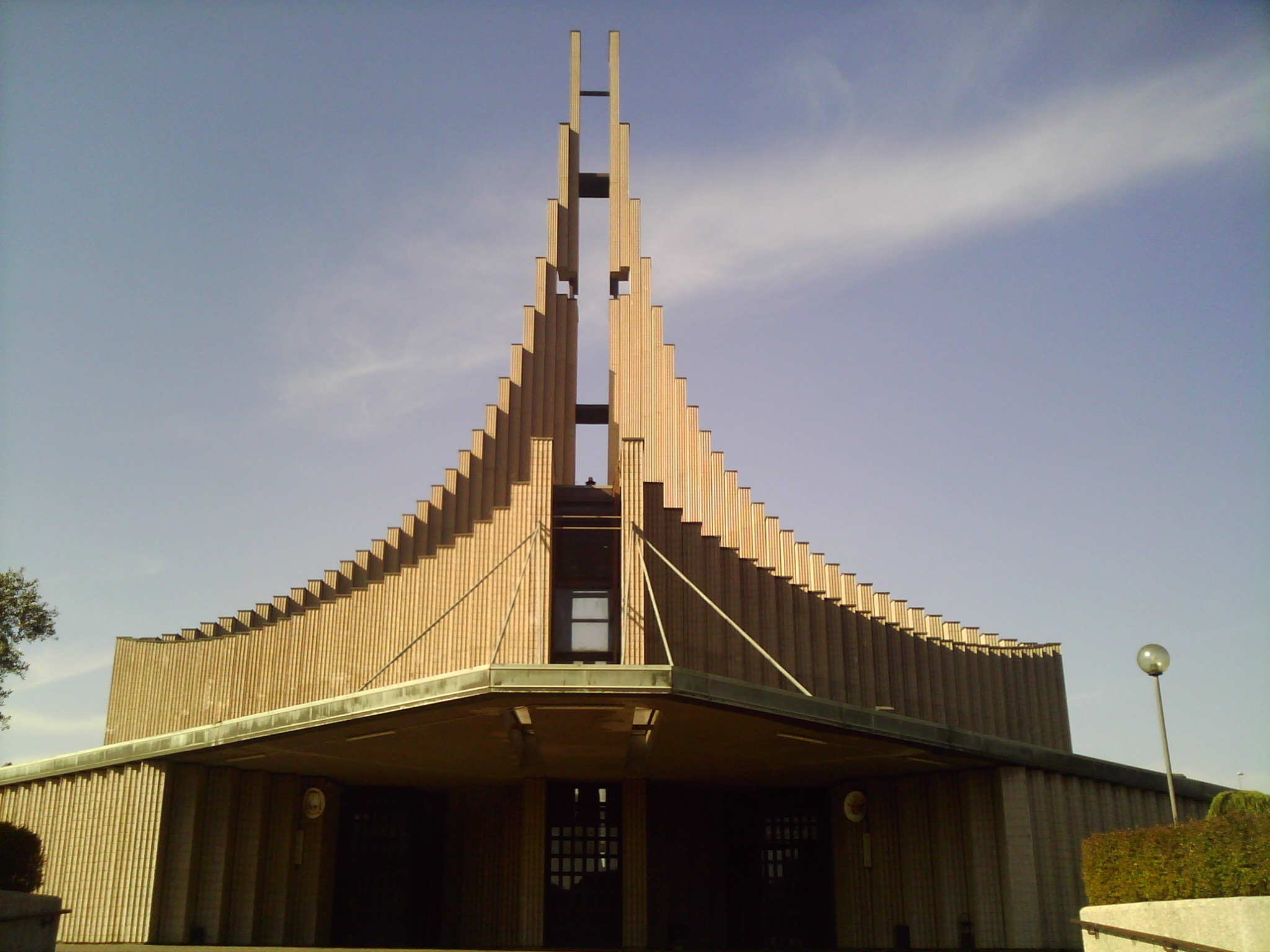
Roma